# Klaus Miedel
Klaus Miedel (* 4. Juli 1915 in Berlin; † 31. August 2000 ebenda) war ein deutscher Schauspieler und Synchronsprecher.

## Leben und Karriere
Klaus Miedel absolvierte von 1933 bis 1935 eine Schauspielschule in Köln und gab 1935 als Lucentio in Shakespeares Der Widerspenstigen Zähmung am Stadttheater Trier sein Bühnendebüt. Ende der dreißiger Jahre war Miedel als Theaterschauspieler in Frankfurt am Main engagiert, wo er unter anderem die Hauptrollen des Fiesco in Friedrich Schillers Die Verschwörung des Fiesco zu Genua und die des Romeo in Romeo und Julia spielte. Als junger Darsteller verkörperte Miedel häufiger den Rollentyp des jugendlichen Helden und des Liebhabers. Während seines Engagements am Stadttheater Krefeld wurde Miedel 1939 zur Wehrmacht eingezogen und kämpfte im Zweiten Weltkrieg. In der Nachkriegszeit erhielt Klaus Miedel unter anderem Engagements an einigen Bühnen Berlins (unter anderem am Theater am Schiffbauerdamm) und begann eine langjährige Tätigkeit an den Staatlichen Schauspielbühnen Berlin. Er trat gelegentlich in Fernsehfilmen und bei Produktionen für das Schulfernsehen auf, in Kinoproduktionen war er selten zu sehen. Eine größere Rolle hatte er 1966 in der Neuverfilmung von Hokuspokus oder: Wie lasse ich meinen Mann verschwinden…? von Curt Goetz mit Heinz Rühmann in der Hauptrolle.
Ab 1949 arbeitete Klaus Miedel zudem umfangreich beim Rundfunk (RIAS Berlin) und bei der Synchronisation. In seiner fast 50 Jahre umfassenden Tätigkeit als Synchronsprecher war er die deutsche Stimme von Yul Brynner (unter anderem in Anastasia, Der König und ich und Morituri), von Dean Martin (unter anderem in Ocean's Eleven/Frankie und seine Spießgesellen, Sieben gegen Chicago und Alles um Anita) und Eli Wallach (unter anderem in Archie und Harry und Der Pate III). Darüber hinaus synchronisierte er Louis de Funès (u. a. in Oscar und Balduin, der Geldschrankknacker), Telly Savalas (in Mörder GmbH) und Donald Pleasence (in Der Adler ist gelandet).
Im Zeichentrickbereich lieh Klaus Miedel unterschiedlichen Charakteren in Disney-Produktionen, frankobelgischen Comicverfilmungen und anderen bekannten Werken seine Stimme. So sprach er u. a. den Mandrillaffen Daniel in der Animeserie Kimba, der weiße Löwe sowie den rothaarigen Giftzwerg Ekel in Es war einmal … der Mensch ein. Außerdem war er die deutsche Stimme von Sheriff Donnerknall aus der Pink Panther Show. In einem Großteil der Zeichentrickserie DuckTales – Neues aus Entenhausen sprach er Dagobert Ducks Hauptfeind Mac Moneysac.
Von 1980 bis 1989 sprach er in der Hörspielserie Jan Tenner die Rolle des Professor Zweistein. Als Immobilienkaufmann Herr Schmeichler hatte Miedel eine Sprecherrolle bei Benjamin Blümchen in Folge 40 (… zieht aus) und Folge 63 (Der Computer) und trat in einigen weiteren Folgen auf. Bei Bibi Blocksberg war er in derselben Rolle in Folge 46 (Karla gibt nicht auf) sowie in vorherigen Folgen zu hören.

### Privates
Klaus Miedel war seit den fünfziger Jahren zeitweilig mit der deutschen Theaterschauspielerin, Hörspiel- und Synchronsprecherin Hannelore Miedel, geb. Koblentz, die unter anderem am Deutschen Schauspielhaus in Hamburg engagiert war, verheiratet.
Miedel war seit 1945 Mitglied der Genossenschaft Deutscher Bühnenangehöriger (GDBA) und Träger sämtlicher Ehrenzeichen der Vereinigung. Er starb Ende August 2000 im Alter von 85 Jahren und wurde auf dem Waldfriedhof Zehlendorf beigesetzt.

## Filmografie (Auswahl)
- 1949: Die blauen Schwerter
- 1950: Das Beil von Wandsbek
- 1950: Dr. Semmelweis – Retter der Mütter
- 1952: Die Spur führt nach Berlin
- 1954: Canaris
- 1962: Jeder stirbt für sich allein
- 1963: Der Fall Rohrbach (Fernsehdreiteiler, 1 Folge)
- 1966: Hokuspokus oder: Wie lasse ich meinen Mann verschwinden…?
- 1966: Rasputin
- 1968: Gift für die Rosen (Fernsehfilm)
- 1969: Der Mann mit dem Glasauge
- 1973: Lokaltermin – Mildernde Umstände
- 1975: Unter einem Dach – Brillanten
- 1976: Jeder stirbt für sich allein
- 1979: Die Koblanks (Fernsehserie)
- 1979: Hatschi!! (Fernsehspiel)
- 1983: Brückenschläge
- 1984: Tatort – Freiwild
- 1987: Die Wicherts von nebenan (Prof. Röchling, 1 Folge)

## Theater
- 1947: David Kalisch: 100000 Taler (Bullrich) – Regie: Walter Gross (Theater am Schiffbauerdamm)
- 1948: Ferdinand Bruckner Die Rassen (Siegelmann) – Regie: Erich Geiger (Theater am Schiffbauerdamm)
- 1949: Arthur Miller Alle meine Söhne (Georg Deever) – Regie: Heinz Wolfgang Litten (Theater am Schiffbauerdamm)

## Hörspiele
- 1949: George Bernard Shaw: Die heilige Johanna – Regie: Alfred Braun (Berliner Rundfunk)
- 1955: Friedrich Schiller: Demetrius – Regie: Ludwig Berger (SFB)
- 1958: Wolfgang Hoffmann-Harnisch: Oberst Redl – Regie: Rolf von Goth (SFB)
- 1958: Dieter Meichsner: Auf der Strecke nach D. – Regie: Curt Goetz-Pflug (SFB)
- 1959: Erich Kästner: Das Haus Erinnerung – Regie: Ulrich Lauterbach (RIAS Berlin/HR)
- 1964: Carl Zuckmayer: Der Hauptmann von Köpenick – Regie: Boleslaw Barlog (SFB)
- 1967: Alice Berend: Die Bräutigame der Babette Bomberling. Damals war’s – Geschichten aus dem alten Berlin (Herr Molinari) (Geschichte Nr. 7 in 10 Folgen) – Regie: Ivo Veit (RIAS Berlin)
- 1968: Charles Dickens: Der Weihnachtsabend – Regie: Lothar Schluck (SWF)
- 1968: Erdmann Graeser: Die Eisrieke. Damals war's – Geschichten aus dem alten Berlin (Herr von Keller, Legationsrat) (Geschichte Nr. 9 in 12 Folgen) – Regie: Ivo Veit (RIAS Berlin)
- 1979: Peter Jakobi: Science Fixion – Regie: Manfred Marchfelder (RB)
- 1981: Jürgen Knop: Die Nibelungen – Eine Heldensage – Regie: Ulli Herzog (SFB)
- 1982: Jürgen Knop: Die Abenteuer des Odysseus – Regie: Ulli Herzog (SFB)
- 1990: Paul Hengge: Ein Pflichtmandat – Regie: Robert Matejka (RIAS Berlin)
- 1978–1994: Michael Koser: Professor van Dusen – Regie: Dietrich Auerbach, Rainer Clute (RIAS Berlin):
  - 1978: Eine Unze Radium (1) – Monsieur Bertrand
  - 1979: Die Perlen der Kali (6) – Maharadscha von Krischnapur
  - 1979: Lebende Bilder – Toter Mann (10) – Inspektor Poubelle
  - 1980: Wer stirbt schon gern in Monte Carlo (13) – Croupier
  - 1983: Professor van Dusen gegen das Phantom  (31) – Kommissar Bidet
  - 1984: Professor van Dusen und der Schatz des Maharadscha (35) – Maharadscha von Krischnapur
  - 1987: Professor van Dusen in Marokko (47) – Capitaine Crapaud
  - 1994: Professor van Dusen und der Fall Zola, Teil 1 (71) – Anatole France
  - 1994: Professor van Dusen und der Fall Zola, Teil 2 (72) – Anatole France
- Benjamin Blümchen:
  - ... als Weihnachtsmann (21) – Warenhausdirektor
  - ... zieht aus (40) – Herr Schmeichler (Immobilienkaufmann)
  - Der Computer (63) – Herr Schmeichler
  - ... und Bino (72) – Professor Hungerny
- Bibi Blocksberg:–
  - Der Supermarkt (24) – Herr Müller
  - ... in der Ritterzeit (30) – Merlin
  - Die Weihnachtsmänner (38) – Franois
  - Karla gibt nicht auf (46) – Herr Schmeichler
- Jan Tenner (als Professor Zweistein):
  - Der wahnsinnige Professor (10)
  - Fluch der Silberkugel (13)
  - Die Zeitfalle (14)
  - Zweisteins Falle (17)
  - Der Schatz von Lurya (19)
  - Die grüne Hölle (21)
  - Der Planet der tausend Wunder (22)
  - Der Stein der Macht (23)
  - Befreiung der Erde (24)
  - Die Raumschiffalle (26)
  - Serum des Todes (29)
  - Die Steinzeitseuche (31)
  - Das Superhirn (33)
  - Angriff der Puppenkönigin (34)
  - Der Höllenplanet (36)
  - Zweisteins Rückkehr (45)